# HD 283271
A HD 283271 a Naprendszertől 15,74 fényévre található G5 D színképtípusú csillag a Bika csillagképben, látszólagosan közel a Fiastyúkhoz (Plejádok). Mivel színképtípusa igen közel áll a Napéhoz, és csillagászati értelemben közel található, ígéretes célpontja lehet jövőbeli kutatásoknak és megfigyeléseknek.

## Érdekességek
Wayne Herschel, dél-afrikai író 2003-ban megjelent könyvében, a The Hidden Records-ban valamint interneten folytatott kutatásaiban kiemelten foglalkozik ezzel a csillaggal, mely a könyvben említett és weboldalán található teóriája egyik alapját képezi.